# Copestylum fulvolucens
Copestylum fulvolucens är en tvåvingeart som först beskrevs av Walker 1852.  Copestylum fulvolucens ingår i släktet Copestylum och familjen blomflugor. Inga underarter finns listade i Catalogue of Life.